# Nikolaï Kharitonov
Pour les articles homonymes, voir Kharitonov.
Nikolaï Mikhaïlovitch Kharitonov (en russe : Николай Михайлович Харитонов), né le 30 octobre 1948, est un homme politique, agronome et économiste russe.

## Biographie
Nikolaï Kharitonov est agronome et économiste de profession.
Il est député à la Douma depuis 1993 et membre du Parti communiste de la fédération de Russie (PCFR) depuis 2008.
Candidat à l'élection présidentielle russe de 2004 pour le PCFR, il arrive en deuxième position avec 9,5 millions de voix, soit 13,8 % des suffrages exprimés.
Il est à nouveau candidat à l'élection présidentielle de 2024 pour le Parti communiste. Interrogé par un journaliste de la BBC, Kharitonov refuse de répondre à la question à savoir s'il ferait un meilleur président que Vladimir Poutine, estimant que c'était à la population d'en décider. Il reconnait au président russe d'« avoir essayé de résoudre beaucoup de problèmes » hérités du « capitalisme sauvage » de Boris Eltsine dans les années 1990, et de « consolider le pays pour la victoire dans tous les domaines ». Il ne s'oppose pas à la poursuite de la guerre russo-ukrainienne. 
Il revendique un changement de politique économique et sociale en Russie. Son programme comprend la mise en place d'un système d'imposition progressif, une relance industrielle, la nationalisation des secteurs stratégiques, une planification socio-économique, l'abaissement de l'âge de départ à la retraite à 55 ans pour les femmes et à 60 ans pour les hommes, la hausse du salaire minimum et des pensions.
À l'issue des élections, il est en deuxième position avec 4,3 % des voix.